# Lars Bergendahl
Lars Sverre Bergendahl (30. januar 1909 i Sørkedalen i Oslo – 22. juni 1997) var en norsk langrendsløber. Han havde sine bedste sæsoner i slutningen 1930'erne, og blev senere æresmedlem af Sørkedalens IF.
I 1951 udgav han bogen Løypa ut av Sørkedalen. Lars Bergendahl var nevø af skikongen Lauritz Bergendahl.

## Meritter
I 1937 vandt han NM-guld på 30 km. Samme år gik han ankeretappen på det norske stafethold under Ski-VM, og slog Finlands Kalle Jalkanen. Det blev set som en god revanche efter at Jalkanen på samme måde havde slået Norges ankermand, Bjarne Iversen på stafetten i OL året før.
I 1939 blev han tildelt Holmenkollmedaljen. Samme år modtog han også Morgenbladets Gullmedalje for årets største sports-præstation: VM-guldet på femmila under Ski-VM. 

### Meritter
| Verdensmesterskab | Verdensmesterskab | Verdensmesterskab | Verdensmesterskab |
| Medalje           | Øvelse            | År                | Sted              |
| ----------------- | ----------------- | ----------------- | ----------------- |
| Guld              | 18 km             | 1937              | Chamonix          |
| Guld              | 4×10 km stafett   | 1937              | Chamonix          |
| Guld              | 50 km             | 1939              | Zakopane          |
| Sølv              | 4×10 km stafett   | 1938              | Lahtis            |
| Bronze            | 50 km             | 1938              | Lahtis            |